# Gruta da Ribeira do Almeida
A Gruta da Ribeira do Almeida é uma gruta portuguesa localizada na freguesia e concelho de Velas, ilha de São Jorge, arquipélago dos Açores.
Esta cavidade apresenta uma geomorfologia de origem vulcânica em forma de tubo de lava localizado em vale.
Este acidente geológico tem um comprimento de 62 m. por uma largura máxima de 3 m. e por uma altura também máxima de 4 m.